# Původní meristémy
Původní meristémy (též promeristémy či protomeristémy) jsou pletiva dělivá, která mají téměř všechny typy rostlin. 
Jsou to iniciální buňky, jejichž činností vznikají buňky jiné s funkcí pletiv trvalých nebo dělivých. Protomeristémy u rostlin, které se řadí fylogeneticky po kapraďorosty, oddělují buňky, které se následně diferencují v pletiva trvalá. U ostatních rostlin vznikají z promeristémů primární meristémy vzrostného vrcholu. Druhem primárního meristému je též dermatokalyptrogen, ze kterého se diferencuje kalyptra, kořenová čepička.